# Franska Afar- och Issaterritoriet
Franska Afar- och Issaterritoriet (franska:  Territoire français des Afars et des Issas) var en fransk besittning vid Afrikas horn, tidigare känd som Franska Somaliland. Området namngavs efter de två dominerande folkgrupperna i området: Afar och Issas. Frankrikes koloniala styrelsemän förde en relativt vänlig politik gentemot Issas, och stärkte dem på bekostnad av andra folkgrupper, som Gadabuursi.

## Historia
Åren 1862-1894 kallades norra sidan vid Tadjouraviken för Obock och styrdes av somaliska sultaner. Frankrike påbörjade sin dominans i området genom en serie fördrag åren 1883-1887. Territorierna Obock och Tadjoura blev franska protektorat 1884 och slogs samman till kolonin Franska Somaliland 1896.
Franska Somaliland fick 1967 utvidgat inre självstyre med namnet Franska Afar- och Issaterritoriet. Territoriet skilde sig från Franska Somaliland främst i statsförvaltning, "generalguvernören" hade ersatts av en "haut-commissaire". Ett råd på nio medlemmar tillsattes också. 
Efter en folkomröstning blev territoriet självständigt den 27 juni 1977 under namnet Djibouti.

## Ekonomi
Franska Afar- och Issaterritoriets ekonomi påminde mycket om Djiboutis ekonomi, med produkter som salt, skinn och kaffe.